# 皂化反应

一种脂质与氢氧化钾的皂化反应

皂化反應（英語：Saponification）是一種成皂的化學反應。

## 化学反应
皂化反应是較慢的放熱反应，为了加快反应速度，可以在化学反应的过程中：
- 保持系统的较高温度。(加熱使熟成反應加速)
- 以物理方式不断搅拌溶液以增加分子碰撞的数量。
- 加入酒精（乙醇），使混合得更充分。（無酒精仍能依靠時間以混合充分）

## 反应机制
- 第一步：酯与氢氧根的加成反应
- 第二步：消除反应
- 第三步：酸碱反应（不可逆）

## 皂化值(皂化價）
习惯上，将1g油脂碱水解所消耗的氢氧化钾毫克数定义为皂化值。也可以利用它计算油脂的相对分子质量。

## 肥皂的制成
脂肪和植物油的主要成分是三酸甘油酯，它的碱水解方程式为：
{\displaystyle {\begin{array}{lcl}CH_{2}OOCR\\|\\CHOOCR&+3NaOH\rightarrow 3RCOONa+CH_{2}OHCHOHCH_{2}OH\\|\\CH_{2}OOCR\end{array}}}
R基可能不同，但生成的R-COONa都可以做肥皂。常见的R-有：
- C17H33-：8-十七碳烯基。R-COOH为油酸。
- C15H31-：正十五烷基。R-COOH为软脂酸。
- C17H35-：正十七烷基。R-COOH为硬脂酸。

油酸是单不饱和脂肪酸，由油水解得；软、硬脂酸都是饱和脂肪酸，由脂肪水解得。
如果使用氢氧化钾水解，得到的肥皂是软的。
向溶液中加入氯化钠可以减小脂肪酸盐的溶解度从而分离出脂肪酸盐，这一过程叫盐析。高级脂肪酸盐是肥皂的主要成分，经填充剂处理可得块状肥皂。

## 去污原理
肥皂分子有一端由许多碳和氢所组成的长链，称为亲油端；另一端则为亲水性的原子团，称为亲水端。
使用肥皂时，油污被親油端吸附着，再由亲水端牵入水中，达到洗净效果。

## 参看
- 有机化学
- 水解
- 酯